# اهورنتال
اهورنتال (به آلمانی: Ahorntal) یک شهر در آلمان است که در بایرن واقع شده‌است.

## خصوصیات
اهورنتال ۴۱٫۷۰ کیلومترمربع مساحت دارد ۴۰۰ متر بالاتر از سطح دریا واقع شده‌است.